# Siergiej Danilin
Siergiej Władimirowicz Danilin (ros. Сергей Владимирович Данилин; ur. 1 stycznia 1960 w Moskwie, zm. 4 października 2021) – rosyjski saneczkarz reprezentujący głównie ZSRR, a także Wspólnotę Niepodległych Państw, wicemistrz olimpijski, wielokrotny medalista mistrzostw świata i Europy.

## Kariera
Pierwszy sukces w karierze osiągnął w 1981, kiedy zdobył złoty medal w jedynkach podczas mistrzostw świata w Hammarstrand. Następnie zajął drugie miejsce w tej konkurencji na mistrzostwach świata w Lake Placid, ulegając tylko Kanadyjczykowi Miroslavowi Zajoncowi. Srebro w jedynkach wywalczył też na igrzyskach olimpijskich w Sarajewie, rozdzielając na podium Włocha Paula Hildgartnera i swego rodaka, Walerija Dudina. Startował też na trzech kolejnych igrzyskach, najlepszy wynik osiągając podczas igrzysk w Calgary, gdzie zajął szóstą pozycję. W 1987 zdobył swój ostatni indywidualny medal, zajmując trzecie miejsce w jedynkach na mistrzostwach świata w Igls. Ponadto podczas mistrzostw świata w Winterbergu w 1989 i rozgrywanych rok później mistrzostw świata w Calgary zdobywał brązowe medale w konkurencji drużynowej. W Pucharze Świata dwukrotnie stawał na podium w klasyfikacji generalnej, zajmując w sezonach 1981/1982 oraz 1982/1983 drugie miejsce w jedynkach.

## Osiągnięcia

### Igrzyska olimpijskie
| Rok  | Miejsce     | Jedynki | Dwójki |
| ---- | ----------- | ------- | ------ |
| 1980 | Lake Placid |         | 17.    |
| 1984 | Sarajewo    | 2.      |        |
| 1988 | Calgary     | 6.      |        |
| 1992 | Albertville | 9.      |        |
| 1994 | Lillehammer | 11.     |        |

### Puchar Świata

#### Miejsca na podium w klasyfikacji generalnej
| Sezon     | Miejsce |
| --------- | ------- |
| 1981/1982 | 2.      |
| 1982/1983 | 2.      |